# Escòria volcànica

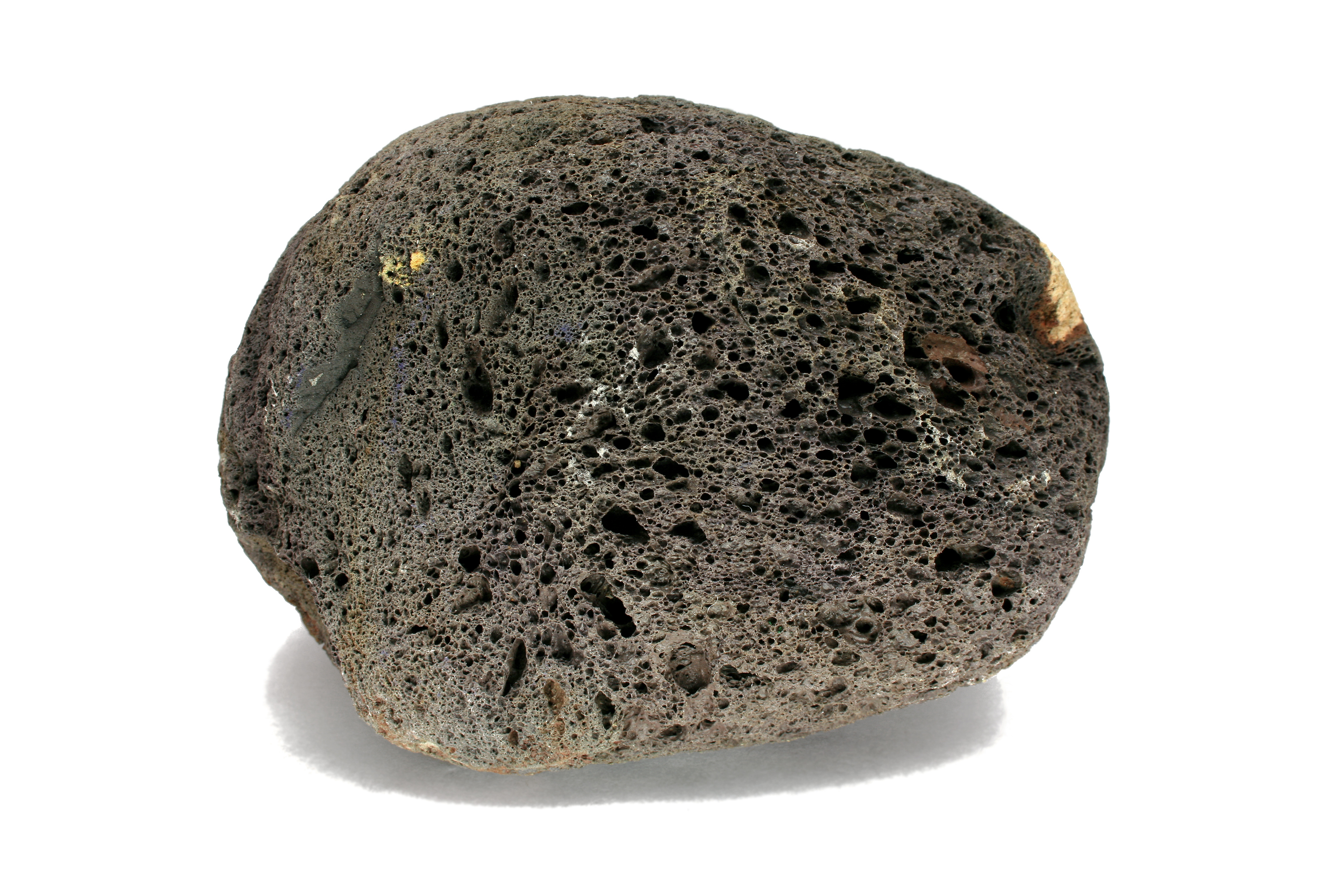
Escòria volcànica

S'anomenen escòries volcàniques les roques volcàniques de textura vesicular expulsades pels volcans, especialment en aquelles laves que són més viscoses i que en refredar-se adopten formes tortuoses. La seva composició és comunament, encara que no exclusiva, basàltica o andesita. L'escòria volcànica pesa poc de resultes de les nombroses vesícules el·lipsoides macroscòpiques, tot i que s'enfonsa a l'aigua.